# Toy’s Factory
Toy’s Factory Inc. (jap. 株式会社トイズファクトリー Kabushiki gaisha Toizu Fakutori) – jedna z największych japońskich wytwórni muzycznych. Powstała w 1990 roku jako pododdział koncernu VAP.